# Brit királyi család
A brit királyi család (angolul British Royal Family) Nagy-Britannia mindenkori uralkodójának családja Nagy-Britanniában, illetve azokban a Brit Nemzetközösségi országokban uralkodik, amelyek államfője III. Károly brit király
Jelenleg a Windsor-ház tagjai alkotják a királyi családot, akár születésük, akár házasságuk révén. A Windsor-ház 1917 óta Nagy-Britannia királyi családja, amikor V. György brit király, az első világháborús németellenes érzésekre tekintettel, családja nevét Szász-Coburg-Gotháról Windsorra változtatta (a király kedvenc rezidenciája, a windsori kastély után).
Nagy-Britanniában nincs hivatalos, vagy jogilag szabályozott, rendszere a királyi család tagjainak meghatározására és különféle alkalmakkor más és más személyeket számíthatnak ide.
A királyi család tagjaihoz számítják általában a mindenkori uralkodót és mindazokat a személyeket, akiket megillet az "Ő királyi fensége" megszólítás. A gyakorlatban ezek:
- a brit uralkodó
- az uralkodó hitvese
- az előző uralkodó özvegye
- az uralkodó és az előző uralkodó gyermekei
- az uralkodó és az előző uralkodók férfiági unokái
- az uralkodó és az előző uralkodó fiainak és fiúunokáinak házastársai, özvegyei

A brit királyi család tagjai számos hivatalos eseményen, látogatáson képviselhetik az uralkodót. A Brit Birodalomban a királyi család tagjai akár helyi adminisztrációs feladatokat is elláttak, mint pl. alkirályok Indiában. Napjainkban azonban inkább ceremoniális és társadalmi feladatokat látnak el az Egyesült Királyságban és a nemzetközösségi országokban, többek között alapítványok és jótékony szervezetek védnökei, különféle klubok és társaságok elnökei, illetve Nagy-Britannia haderejében különféle alakulatok tiszteletbeli ezredesei vagy parancsnokai (védnökei).

## A királyi család tagjai
Az alábbi lista tartalmazza a királyi család azon tagjai nevét, akik valamelyik brit uralkodó leszármazottai és ezáltal jogosultak a "királyi fenség" címre:
- Őfelsége III. Károly brit király és hitvese Őfelsége Kamilla brit királyné
- Ő királyi felségei a Walesi herceg és a Walesi hercegné (a király legidősebb fia és felesége)
  - Ő királyi felsége György brit királyi herceg (a walesi herceg legidősebb fia)
  - Ő királyi felsége Sarolta brit királyi hercegnő (a walesi herceg lánya
  - Ő királyi felsége Lajos brit királyi herceg (a walesi herceg második fia)
- Ő királyi felségei Sussex hercege és hercegnéje (a király második fia és felesége)
  - Ő királyi felsége Archie brit királyi herceg (Henrik sussexi herceg és Megán sussexi hercegné fia, a király unokája)
  - Ő királyi felsége Lilibet brit királyi hercegnő (Henrik sussexi herceg és Megán sussexi hercegné lánya, a király unokája)
- Ő királyi felsége Anna brit királyi hercegnő (Princess Royal, a király húga)
- Ő királyi felsége a Yorki herceg (a király öccse)
  - Ő királyi felsége Beatrix brit királyi hercegnő (a yorki herceg legidősebb lánya)
  - Ő királyi felsége Eugénia brit királyi hercegnő (a yorki herceg második lánya)
- Ő királyi felségei Edinburgh hercege és hercegnéje (a király második öccse és felesége)
- Ő királyi felségei Gloucester hercege és hercegnéje (V. György brit király unokája, II. Erzsébet unokatestvére, illetve felesége)
- Ő királyi felségei Kent hercege és hercegnéje (V. György unokája, II. Erzsébet unokatestvére, valamint felesége)
- Ő királyi felsége Alexandra hercegnő, Lady Ogilvy (V. György unokája, II. Erzsébet unokatestvére)
- Ő királyi felségei Mihály kenti herceg és hercegné (V. György unokája, II. Erzsébet unokatestvére, valamint felesége)

### A királyi család királyi cím nélküli tagjai
A király közeli családtagjai akik nem használnak királyi címet:
- Timothy Laurence ellentengernagy (Anna brit királyi hercegnő jelenlegi férje)
  - Peter Phillips (Anna brit királyi hercegnő fia, aki első férjétől, Mark Phillips századostól született. Mivel Mark Phillipsnek nem volt nemesi címe, ezért gyermekei sem örököltek címet.)
    - Savannah Phillips (II. Erzsébet királynő dédunokája)
    - Isla Phillips (II. Erzsébet királynő dédunokája)

  - Zara Tindall és Mike Tindall (Anna brit királyi hercegnő lánya, valamint férje)
    - Mia Tindall (II. Erzsébet királynő dédunokája))
    - Lena Tindall (II. Erzsébet királynő dédunokája)
    - Lucas Tindall (II. Erzsébet királynő dédunokája)
- Edoardo Mapelli Mozzi (Beatrix brit királyi hercegnő férje)
  - Sienna Mapelli Mozzi (II. Erzsébet királynő dédunokája)
- Jack Brooksbank (Eugénia brit királyi hercegnő férje)
  - August Brooksbank (II. Erzsébet királynő dédunokája)
- Lady Louise Mountbatten-Windsor (Eduárd edinburgh-i herceg és Zsófia edinburgh-i hercegné lánya, II. Erzsébet királynő unokája)
- Jakab wessexi gróf (Eduárd edinburgh-i herceg és Zsófia edinburgh-i hercegné fia, II. Erzsébet királynő unokája)
- David Armstrong-Jones, Snowdon 2. grófja és Serena Armstrong-Jones, snowdoni grófné, (Margit hercegnőnek, II. Erzsébet húgának fia és annak felesége)
  - Charles Armstrong-Jones, Linley algrófja
  - Lady Margarita Armstrong-Jones
- Lady Sarah Chatto és férje, Daniel Chatto (Margit hercegnő lánya és férje)
  - Samuel Chatto
  - Arthur Chatto

### A királyi család távolabbi tagjai
II. Erzsébet királynő unokatestvéreinek leszármazottjai:
- Ulster grófja (Gloucester hercegének fia), felesége Claire Windsor ulsteri grófné, illetve gyermekeik, Xan Windsor és Lady Cosima Windsor
- Lady Davina Windsor, (Gloucester hercegének lánya) valamint gyermekei, Senna Lewis és Tane Lewis
- Lady Rose Gilman, (Gloucester hercegének második lánya) és férje, George Gilman, valamint gyermekeik, Lyla Gilman és Rufus Gilman.
- St Andrews grófja (Kent hercegének idősebb fia) és felesége, Sylvana Windsor, St Andrews grófnéja. valamint gyermekeik: Edward Windsor, Lord Downpatrick, Lady Marina Windsor, Lady Amelia Windsor
- Lord Nicholas Windsor (Kent hercegének fiatalabbik fia) és felesége, Lady Nicholas Windsor, szül. Paola Doimi de Lupis de Frankopan hercegnő, valamint fiaik: Albert Windsor, Leopold Windsor és Louis Windsor
- Lady Helen Taylor, (Kent hercegének lánya) és férje, Timothy Taylor, valamint gyermekeik: Columbus Taylor, Cassius Taylor, Eloise Taylor és Estella Taylor
- Lord Frederick Windsor (Mihály herceg fia) és felesége, Lady Frederick Windsor (szül. Sophie Winkelman), valamint lányaik: Maud Windsor és Isabella Windsor.
- Lady Gabriella Kingston (Mihály herceg lánya) és férje Thomas Kingston
- James Ogilvy (Alexandra hercegnő fia) és felesége, Mrs James Ogilvy, szül. Julia Rawlinson, valamint gyermekeik Alexander Ogilvy és Flora Vesterberg
- Marina Ogilvy (Alexandra hercegnő lánya) és gyermekei: Christian Mowatt és Zenouska Mowatt. 2018-nyarán Harry herceg és Meghan megházasodott a királyi palotában.

### A királyi család rokonai
Viktória királynő és VII. Eduárd brit király jelenleg élő leszármazottjai inkább a brit királyi család rokonainak és nem tagjainak számítanak. Az alább felsorolt személyek egyike sem vesz részt hivatalos rendezvényeken a királynő képviseletében, azonban a királyi család saját rendezvényeire, illetve bizonyos állami ünnepségekre (mint pl. a Trooping the Colour) meghívást szoktak kapni:
- George Lascelles, Harewood 7. grófja (V. György unokája lánya, Mária hercegnő, Harewood grófnéja révén), valamint felesége és leszármazottai
- James Carnegie, Fife 3. hercege (VII. Eduárd brit király nőági dédunokája), valamint gyermekei és unokái
- Flora Fraser, Saltoun úrnője (Alexander Ramsay özvegye, Viktória királynő harmadik fiának, Artúr herceg, Connaught és Strathearn hercegének nőági unokája, gyermekei és unokái
- George Mountbatten, Milford Haven grófjának özvegye, Milford Haven márkinéja, aki Viktória királynő második lányának, Aliz brit királyi hercegnő leszármazottja, illetve családja
- Patricia Knatchbull, Mountbatten grófnője (Lajos Sándor battenbergi herceg lánya), és családja

### A királyi család korábbi tagjai
A királyi család tagjainak számítottak házasságuk alatt az alábbi személyek is:
- Sára yorki hercegné, András yorki herceg volt felesége, aki megtarthatta a yorki hercegné címet, de már nem jár neki az "Ő királyi felsége" megszólítás
- Mark Phillips százados (Anna hercegnő első férje)
- Autumn Phillips (Peter Phillips volt felesége)

### A királyi család közelmúltban elhalálozott tagjai
A királyi család tagjainak számítottak a nemrégiben elhalálozott személyek:
- Őfelsége II. Erzsébet brit királynő
- Ő királyi fensége Fülöp edinburgh-i herceg (II. Erzsébet hitvese)
- Őfelsége Erzsébet királyné, anyakirálynő (VI. György özvegye és II. Erzsébet édesanyja)
- Ő királyi felsége Margit brit királyi hercegnő, Snowdon grófnéja (a királynő húga)
- Ő királyi felsége Aliz gloucesteri hercegné (Henrik gloucesteri herceg özvegye, Richárd glucesteri herceg édesanyja)
- Diána walesi hercegné (Károly walesi herceg első felesége, Vilmos herceg és Henrik herceg édesanyja).
- Antony Armstrong-Jones, Snowdon 1. grófja (Margit hercegnő, snowdoni grófné volt férje).

Sir Angus Ogilvy, aki 2004-ben halt meg, Alexandra hercegnő férje és a királynő sógora volt. Felesége oldalán részt vett a királyi család hivatalos rendezvényein és külföldi útjain és a királyi család tagjának számított (csakúgy mint ma Timothy Laurence ellentengernagy, Anna hercegnő férje)
Diána walesi hercegné 1996-ban elvált Károly walesi hercegtől. Diána a válás után megtarthatta a "walesi hercegné" címet, de elvesztette az "Ő királyi fensége" megszólítást, azonban továbbra is a királyi család tagjának számított.